# Nepenthes reinwardtiana
Espèce
Classification phylogénétique
Statut de conservation UICN

 LC : Préoccupation mineure
Nepenthes reinwardtiana est une espèce de plantes à fleurs de la famille des Népenthacées. Comme toutes les népenthès, elle possède un mécanisme carnivore reposant sur l'usage d'une urne passive, remplie de suc digestif, qui attire des insectes.
Une fois tombés dedans, ils seront digérés par la plante pour être assimilés.

## Répartition géographique
Cette espèce vit en Indonésie où elle est rencontrée sur les îles de Bornéo et de Sumatra. 
Elle vit entre 0 et 2200 m d'altitude ce qui en fait une intermédiaire. 

## Culture
Cette espèce est assez connue et a des conditions de maintenance assez simples : beaucoup d'humidité, idéalement terrarium ou serre, mais pas les pieds dans l'eau sinon pourriture assurée, une lumière moyenne comme toutes nepenthes, un peu de chaleur pour une pousse idéale (15-20°). 